# LÉ Setanta (A15)
A LÉ Setanta (A15) az Ír haditengerészet segédhajója volt. Nevét az ulsteri ciklus legendás hőséről, Sétantáról (Cú Chulainn) kapta. Kiképzőhajóként szolgált. Eredetileg Isolda úszóbázis néven a Commissioners of Irish Lights tulajdona volt, az INS 1976-ban vette meg és 1984-ig használta, amikor is eladta a Haulbowline Industries Ltd.-nek bontásra.

## Fordítás
Ez a szócikk részben vagy egészben  a   LÉ Setanta (A15) című angol Wikipédia-szócikk ezen változatának fordításán alapul.  Az eredeti cikk szerkesztőit annak laptörténete sorolja fel. Ez a jelzés csupán a megfogalmazás eredetét és a szerzői jogokat jelzi, nem szolgál a cikkben szereplő információk forrásmegjelöléseként.